# Ralph van Raat
Ralph van Raat (né en 1978) est un pianiste classique et musicologue néerlandais.

## Biographie
Ralph van Raat étudie la musique au Conservatoire d'Amsterdam avec Ton Hartsuiker (piano) et la musicologie à l'Université d'Amsterdam, avec Willem Brons. Il termine ses études de piano en 2002 et est admis dans un cours spécial pour musiciens exceptionnels, offert en plus du programme normal. Ralph van Raat se perfectionne ensuite avec Claude Helffer à Paris, Ursula Oppens à l'Université de Northwestern, Liisa Pohjola en Finlande et Pierre-Laurent Aimard à la Musikhochschule de Cologne.
Ralph van Raat remporte plusieurs prix dans divers concours de piano, tant aux Pays-Bas que dans d'autres pays. Il reçoit une bouse Borletti-Buitoni en 2005 et le prix classique (Prijs Klassiek) néerlandais de la radio et de la télévision NTR en 2010.
Il joue en récital et en soliste, en Europe et partout dans le monde, portant un intérêt tout particulier à la musique classique contemporaine. Il joue avec de nombreux orchestres, notamment le London Sinfonietta, l'Orchestre symphonique de la BBC, l'Orchestre philharmonique de Rotterdam, l'Orchestre philharmonique de la radio néerlandaise, l' Orchestre symphonique de la radio de Francfort, l'Orchestre symphonique Aarhus et l'orchestre philharmonique Dortmund. Il a travaillé en étroite collaboration avec des chefs d'orchestre tels que Valery Gergiev, JoAnn Falletta, David Robertson, Stefan Asbury, Michel Tabachnik et les néerlandais Jac van Steen et Otto Tausk. Ralph van Raat a été artiste en résidence de l'Orchestre symphonique des Pays-Bas en 2010. Il a aussi joué dans un certain nombre de festivals de musique, y compris le Huddersfield Contemporary Music Festival au Royaume-Uni, le Berliner Festspiele et au festival de Tanglewood aux États-Unis.
Ralph van Raat a enregistré un certain nombre de disques pour le label Naxos. Tous ses enregistrements se concentrent sur le répertoire contemporain ou les compositeurs du XXe siècle, tels que John Adams, Joep Franssens, Hans Otte, Arvo Pärt, Gavin Bryars et Frederic Rzewski. Avant d'enregistrer chez Naxos en 2006, Van Raat a enregistré avec les labels Etcetera, Attacca et Erasmus. Van Raat est un artiste Steinway.
En avril 2015, Ralph van Raat joue la pièce minimaliste November de Dennis Johnson d'une durée de cinq heures, au Muziekgebouw d'Amsterdam. En 2018, il assure la création de Prélude, Toccata et Scherzo (1945) de Pierre Boulez à Paris. Il a fait ses débuts à Carnegie Hall en octobre 2018.

## Discographie
- 2001 - Bart Spaan, Silencios (piano et bande)
- 2003 - Eric Lotichius, Musique de chambre
- 2003 - Rudolf Escher, Musique pour flûte - avec Marieke Schneemann, flûte
- 2004 - Theo Loevendie, Guus Jansen, Louis Andriessen, et al. Empreintes
- 2005 - Louis Andriessen - Base - avec Louis Andriessen, piano
- 2006 - Robin de Raaff, Œuvres pour orchestre - avec l'Orchestre du Concertgebouw et l'orchestre de chambre de la radio
- 2007 - John Adams, Musique pour piano - avec Maarten van Veen, piano (Naxos)
- 2007 - Magnus Lindberg, Œuvres pour piano (Naxos)
- 2008 - Frederic Rzewski, The People United Will Never Be Defeated! et Winnsboro Cotton Mill Blues
- 2008 - John Tavener, L'Œuvre pour piano
- 2010 - Hans Ott, Das Buch der Klänge (Naxos)
- 2010 - Arvo Pärt, L'œuvre pour piano (Naxos)
- 2010 - Charles Koechlin, Les Heures persanes (Naxos)
- 2011 - Gavin Bryars, Concerto pour piano - Cappella Amsterdam, dir. Otto Tausk (20 février 2010, Naxos 8.572570)
- 2014 - Tauno Marttinen, Concerto pour piano no 1 op. 23, MV 65 - Orchestre symphonoique de Turku, dir. Ari Rasilainen
- 2015 - Joep Franssens, Œuvres pour piano : The Gift of Song, Winter Child